# Jesse Wigutow
Jesse Wigutow (...) è uno sceneggiatore e produttore televisivo statunitense.

## Filmografia

### Sceneggiatore

#### Lungometraggi
- Vizio di famiglia (It Runs in the Family), regia di Fred Schepisi (2003)
- Tron: Ares, regia di Joachim Rønning (2025)

#### Serie televisive
- Daredevil - Rinascita (Daredevil: Born Again) - serie TV episodi 1x04 e 1x08 (2025-in corso)

### Produttore esecutivo

#### Serie televisive
- Daredevil - Rinascita (Daredevil: Born Again) - serie TV (2025-in corso)